# Pinery
Pinery är en ort i Australien. Den ligger i kommunen Wakefield och delstaten South Australia, omkring 71 kilometer norr om delstatshuvudstaden Adelaide.
Runt Pinery är det mycket glesbefolkat, med 6 invånare per kvadratkilometer.. Närmaste större samhälle är Mallala, omkring 16 kilometer söder om Pinery.
Trakten runt Pinery består till största delen av jordbruksmark. Genomsnittlig årsnederbörd är 576 millimeter. Den regnigaste månaden är juni, med i genomsnitt 90 mm nederbörd, och den torraste är december, med 12 mm nederbörd.